# Repertoár (album)
Repertoár je debutové album pražské hip hopové skupiny Peneři strýčka Homeboye vydané roku 2001 pod vydavatelstvím Terorist?. Bylo nahrané ve sestavě Orion, Vladimir 518 a DJ Richard. Desku produkoval DJ Wich. Bylo vydané na CD a 2LP.
V žebříčku 50 nejlepších českých alb historie rozhlasové stanice Expres FM se album v roce 2023 umístilo na druhém místě. V žebříčku 100 nejlepších českých desek časopisu Filter se album v roce 2007 umístilo na prvním místě.
Hudbu složil(i) DJ Wich, Orion, Shitness, texty napsal(i) Orion, Vladimir 518, LA4, Dano, Ponso, Azur, Indy.
| Pořadí         | Název                           | Délka |
| -------------- | ------------------------------- | ----- |
| 1.             | Intro                           | 1:32  |
| 2.             | Praha (+LA4)                    | 4:06  |
| 3.             | Společný Zájmy (+Dano)          | 5:32  |
| 4.             | Zpátky Do Dnů (+David Čokoláda) | 4:17  |
| 5.             | Ambice                          | 4:18  |
| 6.             | Na Východě                      | 2:38  |
| 7.             | Dimenzio K2 (+Ponsa A Azur)     | 4:38  |
| 8.             | Tréning                         | 4:19  |
| 9.             | Tak A Teď                       | 3:48  |
| 10.            | Hlasuju Proti (+Indy & Wich)    | 4:20  |
| 11.            | Zatím Díky                      | 2:10  |
| 12.            | Úplnej Klid (+David Čokoláda)   | 3:21  |
| 13.            | Autro                           | 0:34  |
| Celková délka: | Celková délka:                  | 51:49 |